# ビギナーズカップ
ビギナーズカップは岩手県競馬組合が施行する地方競馬の重賞競走である。正式名称は「IAT岩手朝日テレビ杯 ビギナーズカップ」。

## 概要
1983年旧盛岡競馬場のダート1100mで施行されるアラブ系4歳（旧表記）限定の特別競走として創設。第8回から水沢競馬場ダート1420mで施行されたが第10回から再び旧盛岡競馬場で施行された。第14回は盛岡競馬場移設により新盛岡競馬場ダート1200mで開催、第15回から第18回までは水沢ダート1400mで行われた。第19回から第24回までは再び盛岡ダート1200mで、第25回から第28回は水沢ダート1400mで施行され、第29回は盛岡ダート1400mで開催された。
2012年、第30回から重賞に昇格され水沢ダート1400mで開催された。2016年から岩手競馬グレード制導入に伴い、M3に格付けされる。2019年の第37回からは2022年の第40回までは盛岡ダート1400mで行われたが、2023年・2024年は水沢ダート1400mで行われ、2025年からは盛岡ダート1400mでの開催となる。また、2023年より南部駒賞のトライアルから、ネクストスター盛岡のトライアル競走に変更されている。
重賞昇格時からJRA2歳認定競走として行われている。

### 条件・賞金等（2024年）
出走条件
サラブレッド系2歳、岩手所属。
負担重量
定量。55kg、牝馬1kg減。
賞金等
賞金額は1着300万円、2着105万円、3着60万円、4着39万円、5着21万円、着外手当1万5000円。
副賞
IAT岩手朝日テレビ社賞、奥州市長賞、開催執務委員長賞
優先出走権付与
上位3着までに入った馬にネクストスター盛岡の優先出走権が付与される。

## 歴代優勝馬
全てダート1400mで施行。
| 回数   | 施行日        | 競馬場 | 優勝馬             | 性齢 | 所属 | タイム | 優勝騎手 | 管理調教師 | 馬主               |
| ------ | ------------- | ------ | ------------------ | ---- | ---- | ------ | -------- | ---------- | ------------------ |
| 第30回 | 2012年9月9日  | 水沢   | ワタリルーブル     | 牝2  | 水沢 | 1:30.3 | 高松亮   | 板垣吉則   | 阿部作次           |
| 第31回 | 2013年9月8日  | 水沢   | ラブバレット       | 牡2  | 水沢 | 1:27.3 | 南郷家全 | 菅原勲     | 内山一郎           |
| 第32回 | 2014年9月7日  | 水沢   | ランデックハナコ   | 牝2  | 盛岡 | 1:31.1 | 齋藤雄一 | 櫻田浩樹   | 簗田満             |
| 第33回 | 2015年9月6日  | 水沢   | サプライズハッピー | 牝2  | 盛岡 | 1:30.6 | 山本聡哉 | 櫻田浩三   | 西村專次           |
| 第34回 | 2016年9月4日  | 水沢   | サンエイリシャール | 牡2  | 水沢 | 1:31.2 | 山本聡哉 | 瀬戸幸一   | 鈴木雅俊           |
| 第35回 | 2017年9月3日  | 水沢   | ブレシアイル       | 牡2  | 水沢 | 1:31.1 | 坂口裕一 | 新田守     | 高橋敏英           |
| 第36回 | 2018年9月2日  | 水沢   | グレートアラカー   | 牡2  | 水沢 | 1:30.0 | 高松亮   | 千葉幸喜   | 大久保和夫         |
| 第37回 | 2019年9月1日  | 盛岡   | コパノキャリー     | 牝2  | 盛岡 | 1:26.6 | 山本政聡 | 櫻田浩樹   | 小林祥晃           |
| 第38回 | 2020年9月5日  | 盛岡   | リュウノシンゲン   | 牡2  | 水沢 | 1:27.6 | 坂口裕一 | 菅原勲     | 蓑島竜一           |
| 第39回 | 2021年9月7日  | 盛岡   | カクテルライト     | 牝2  | 盛岡 | 1:28.3 | 山本政聡 | 小西重征   | 長澤茂             |
| 第40回 | 2022年9月6日  | 盛岡   | フジラプンツェル   | 牝2  | 水沢 | 1:26.3 | 山本政聡 | 瀬戸幸一   | （有）フジファーム |
| 第41回 | 2023年8月20日 | 水沢   | フジユージーン     | 牡2  | 水沢 | 1:28.6 | 村上忍   | 瀬戸幸一   | （有）富士ファーム |
| 第42回 | 2024年9月8日  | 水沢   | ラポジート         | 牝2  | 水沢 | 1:30.1 | 岩本怜   | 三野宮通   | 福地幸一           |

#### 各回競走結果の出典
- ビギナーズカップ 歴代優勝馬 - 地方競馬全国協会
- JBISサーチ
  - 2012年、2013年、2014年、2015年、2016年、2017年、2018年、2019年、2020年、2021年、2022年、2023年、2024年